# Majhara Pipar Ehatmali
Majhara Pipar Ehatmali là một thị trấn thống kê (census town) của quận Unnao thuộc bang Uttar Pradesh, Ấn Độ.

## Nhân khẩu
Theo điều tra dân số năm 2001 của Ấn Độ, Majhara Pipar Ehatmali có dân số 16.808 người. Phái nam chiếm 54% tổng số dân và phái nữ chiếm 46%. Majhara Pipar Ehatmali có tỷ lệ 63% biết đọc biết viết, cao hơn tỷ lệ trung bình toàn quốc là 59,5%: tỷ lệ cho phái nam là 67%, và tỷ lệ cho phái nữ là 58%. Tại Majhara Pipar Ehatmali, 14% dân số nhỏ hơn 6 tuổi.